# 阿蘇爾峰 (智利)

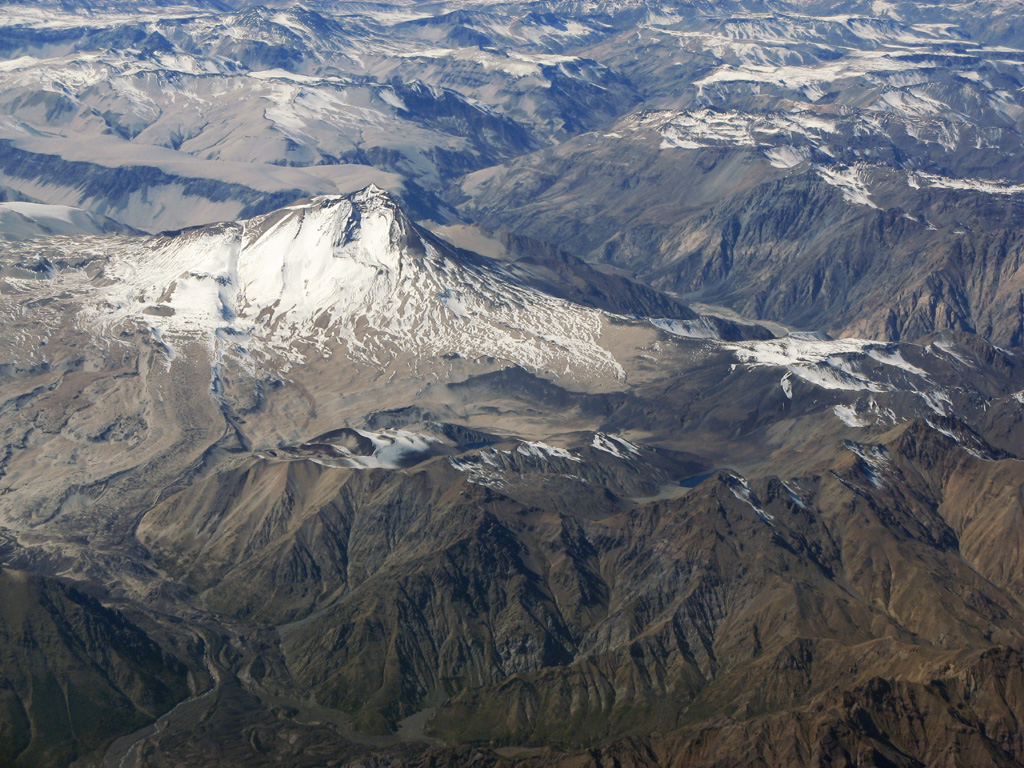

阿蘇爾峰是智利的火山，位於該國中部馬烏萊大區，屬於安第斯山脈的一部分，山體在第四紀形成，海拔高度3,788米，最近一次火山噴發在1967年發生。